# Quận Loving, Texas
Quận Loving (tiếng Anh: County) là một quận trong tiểu bang Texas, Hoa Kỳ. Quận lỵ đóng ở thành phố Mentone 6. Theo kết quả điều tra dân số năm  2000 của Cục điều tra dân số Hoa Kỳ, quận có dân số 67 người 2. Đây là quận có dân số ít nhất tại Hoa Kỳ.